# Inmigración en Rusia
La inmigración a Rusia implica a ciudadanos extranjeros que buscan la residencia permanente en el territorio de la Federación de Rusia. El procedimiento de inmigración estándar consta de los siguientes pasos: obtener un permiso de residencia temporal; obtener un permiso de residencia permanente y obtener la ciudadanía rusa. Según la ley actual, se puede obtener la ciudadanía de Rusia después de cinco años de residencia y después de aprobar un examen en idioma ruso. La inmigración a Rusia está regulada por la Dirección Principal de Asuntos Migratorios. La inmigración juega un papel importante en los procesos demográficos modernos de Rusia, lo que explica el aumento de la población a partir de 2011.
Rusia mantiene una de las políticas de inmigración más liberales del mundo; cualquier persona que trabaje en Rusia durante cinco años y desarrolle fluidez en el idioma ruso puede convertirse en ciudadano, siempre y cuando no haya cometido un delito. Casi cualquier persona que sea contratada por una empresa rusa puede permanecer en el país y trabajar indefinidamente Esto refleja un cambio de política, en respuesta a la disminución de las tasas de natalidad, por parte del gobierno de Vladímir Putin de la política más restrictiva promulgada después de la disolución de la Unión Soviética en el año de 1991. Las grandes poblaciones de inmigrantes no eslavos que llegaron en respuesta a la política liberal de Putin se han enfrentado a veces a la xenofobia. Para contrarrestar esto, de conformidad con las leyes rusas de discurso de odio, el estado ruso ha cerrado varios grupos antiinmigrantes, como el Movimiento contra la Inmigración Ilegal.
Los hablantes nativos de ruso, los casados con ciudadanos rusos, los especialistas altamente calificados, los empresarios y los refugiados son elegibles para un procedimiento de inmigración simplificado, que permite obtener la ciudadanía en 3 años (en lugar de 5 según el procedimiento estándar) o, a veces, omitir la residencia temporal o permanente.

## Estadísticas

### Tendencias recientes
| País                                                             | Inmigración bruta | Inmigración bruta | Inmigración bruta | Inmigración bruta | Inmigración bruta | Inmigración bruta | Inmigración bruta | Inmigración bruta | Inmigración neta        | Inmigración neta        | Inmigración neta        | Inmigración neta        | Inmigración neta        | Inmigración neta        | Inmigración neta        | Inmigración neta        |
| País                                                             | 2000              | 2005              | 2010              | 2015              | 2016              | 2017              | 2018              | 2019              | 2000                    | 2005                    | 2010                    | 2015                    | 2016                    | 2017                    | 2018                    | 2019                    |
| ---------------------------------------------------------------- | ----------------- | ----------------- | ----------------- | ----------------- | ----------------- | ----------------- | ----------------- | ----------------- | ----------------------- | ----------------------- | ----------------------- | ----------------------- | ----------------------- | ----------------------- | ----------------------- | ----------------------- |
| Ucrania                                                          | 74 748            | 30 760            | 27 508            | 194 810           | 178 274           | 150 182           | 137 776           | 161 351           | 39 147                  | 18 120                  | 21 230                  | 146 131                 | 118 819                 | 47 691                  | 14 822                  | 64 245                  |
| Tayikistán                                                       | 11 043            | 4717              | 18 188            | 47 638            | 52 676            | 63 467            | 67 929            | 89 553            | 9885                    | 4283                    | 17 494                  | 11 362                  | 27 288                  | 34 639                  | 31 028                  | 48 374                  |
| Kazajistán                                                       | 124 903           | 51 945            | 27 862            | 65 750            | 69 356            | 71 680            | 72 141            | 86 311            | 106 990                 | 39 508                  | 20 533                  | 34 767                  | 37 130                  | 32 736                  | 26 516                  | 39 166                  |
| Armenia                                                          | 15 951            | 7581              | 19 890            | 45 670            | 43 929            | 46 898            | 46 442            | 71 984            | 14 432                  | 6961                    | 19 192                  | 20 533                  | 11 993                  | 13 999                  | 14 358                  | 35 109                  |
| Uzbekistán                                                       | 40 810            | 30 436            | 24 100            | 74 242            | 60 977            | 64 073            | 55 378            | 60 796            | 37 724                  | 29 841                  | 23 266                  | −20 668                 | 19 672                  | 22 167                  | 6807                    | 19 129                  |
| Kirguistán                                                       | 15 536            | 15 592            | 20 901            | 26 045            | 28 202            | 41 165            | 44 408            | 53 810            | 13 679                  | 15 119                  | 20 260                  | 9935                    | 11 043                  | 19 355                  | 8978                    | 15 106                  |
| Azerbaiyán                                                       | 14 906            | 4600              | 14 500            | 24 326            | 24 109            | 25 602            | 26 690            | 34 619            | 11 719                  | 3326                    | 13 389                  | 10 660                  | 10 439                  | 8599                    | 8737                    | 17 005                  |
| Moldavia                                                         | 11 652            | 6569              | 11 814            | 34 026            | 32 418            | 31 369            | 30 676            | 26 513            | 9415                    | 5783                    | 11 197                  | 17 380                  | 14 364                  | 9605                    | 7688                    | 5385                    |
| Bielorrusia                                                      | 10 274            | 6797              | 4894              | 17 741            | 14 590            | 21 282            | 19 045            | 18 428            | −3002                   | 763                     | 1995                    | 4909                    | 2127                    | 11 770                  | 7191                    | 6283                    |
| China                                                            | 1121              | 432               | 1380              | 9043              | 8027              | 8237              | 7067              | 15 306            | 463                     | −24                     | 1132                    | −778                    | −810                    | 637                     | −477                    | 6679                    |
| Turkmenistán                                                     | 6738              | 4104              | 2283              | 6539              | 7242              | 8734              | 10 509            | 14 632            | 6062                    | 3979                    | 2178                    | 2320                    | 2418                    | 2873                    | 2951                    | 6198                    |
| Georgia *Abjasia (disp. estatus) *Osetia del Sur (disp. estatus) | 20 213 –          | 5497 –            | 5245 814 33       | 7038 2,267 342    | 6511 2,261 216    | 6809 2,357 270    | 6345 1,975 260    | 6925 1,429 110    | 18 411 -                | 4806 -                  | 4786 732 23             | 3309 1,272 -282         | 2294 1,240 83           | 2586 1,975 180          | 2031 1,975 96           | 2840 147 -4             |
| India                                                            | 203               | 54                | 110               | 2894              | 4768              | 5622              | 5032              | 9588              | -                       | 41                      | 93                      | 1282                    | 1421                    | 1437                    | −185                    | 4326                    |
| Vietnam                                                          | 182               | 114               | 921               | 4012              | 3735              | 3912              | 3981              | 6742              | 149                     | 69                      | 889                     | 1004                    | 394                     | 1194                    | 684                     | 3461                    |
| Egipto                                                           | 23                | 19                | 92                | 394               | 582               | 962               | 1165              | 2977              | &&&&&&&&&&&&&&00.&&&&-0 | &&&&&&&&&&&&&&00.&&&&-0 | &&&&&&&&&&&&&&00.&&&&-0 | &&&&&&&&&&&&&&00.&&&&-0 | &&&&&&&&&&&&&&00.&&&&-0 | &&&&&&&&&&&&&&00.&&&&-0 | &&&&&&&&&&&&&&00.&&&&-0 | &&&&&&&&&&&&&&00.&&&&-0 |
| Alemania                                                         | 1753              | 3025              | 2621              | 3976              | 4153              | 3704              | 3247              | 2631              | −38 690                 | −18 433                 | −1104                   | −555                    | −541                    | −668                    | −1962                   | −1677                   |
| Siria                                                            | 358               | 68                | 150               | 1221              | 1107              | 1370              | 1270              | 2388              | 304                     | 14                      | 128                     | 190                     | 352                     | 704                     | 328                     | 1372                    |
| Turquía                                                          | 164               | 86                | 562               | 2091              | 1626              | 1600              | 1765              | 2283              | 60                      | 1                       | 415                     | −109                    | 312                     | 381                     | 672                     | 804                     |
| Marruecos                                                        | 131               | 38                | 72                | 1059              | 1303              | 1808              | 1707              | 1833              | &&&&&&&&&&&&&&00.&&&&-0 | &&&&&&&&&&&&&&00.&&&&-0 | &&&&&&&&&&&&&&00.&&&&-0 | &&&&&&&&&&&&&&00.&&&&-0 | &&&&&&&&&&&&&&00.&&&&-0 | &&&&&&&&&&&&&&00.&&&&-0 | &&&&&&&&&&&&&&00.&&&&-0 | &&&&&&&&&&&&&&00.&&&&-0 |
| Afganistán                                                       | 288               | 60                | 236               | 831               | 846               | 1183              | 1206              | 1820              | 263                     | 49                      | 222                     | 219                     | 270                     | 637                     | 570                     | 910                     |
| Irak                                                             | 42                | 36                | 94                | 652               | 955               | 965               | 773               | 1769              | &&&&&&&&&&&&&&00.&&&&-0 | &&&&&&&&&&&&&&00.&&&&-0 | &&&&&&&&&&&&&&00.&&&&-0 | &&&&&&&&&&&&&&00.&&&&-0 | &&&&&&&&&&&&&&00.&&&&-0 | &&&&&&&&&&&&&&00.&&&&-0 | &&&&&&&&&&&&&&00.&&&&-0 | &&&&&&&&&&&&&&00.&&&&-0 |
| Corea del Norte                                                  | 32                | 5                 | 59                | 6079              | 7377              | 6031              | 1786              | 1593              | −15                     | 0                       | 44                      | −401                    | 1300                    | −793                    | −4252                   | −313                    |
| Letonia                                                          | 1785              | 726               | 811               | 1533              | 1428              | 1432              | 1259              | 1420              | 1462                    | 515                     | 672                     | 587                     | 502                     | 433                     | 235                     | 428                     |
| Mongolia                                                         | 95                | 31                | 43                | 282               | 264               | 227               | 198               | 1223              | &&&&&&&&&&&&&&00.&&&&-0 | &&&&&&&&&&&&&&00.&&&&-0 | &&&&&&&&&&&&&&00.&&&&-0 | &&&&&&&&&&&&&&00.&&&&-0 | &&&&&&&&&&&&&&00.&&&&-0 | &&&&&&&&&&&&&&00.&&&&-0 | &&&&&&&&&&&&&&00.&&&&-0 | &&&&&&&&&&&&&&00.&&&&-0 |
| Total                                                            | 359,330           | 177,230           | 191,656           | 598,617           | 575,158           | 589,033           | 565,685           | 701,234           | 213,610                 | 107,432                 | 158,078                 | 245,384                 | 261,948                 | 211,878                 | 124,854                 | 285,103                 |

### Población extranjera
En junio de 2019, hay 12,00 millones de extranjeros que residen en la Federación de Rusia (frente a 9,63 millones en 2018 y 9,96 millones en 2017), siendo la gran mayoría (80%) ciudadanos de países de la CEI. Las personas de Asia Central constituyen el grupo más numeroso, seguidos por los ciudadanos ucranianos. La migración temporal de Azerbaiyán, Kirguistán, Tayikistán y Uzbekistán aumentó después de una marcada disminución en 2015-2016. Dos países, Moldavia y Ucrania, han demostrado constantemente una disminución en el número de migrantes.
Residentes extranjeros de la CEI en Rusia: 
| País de origen | Población (2019) | 2018-2019 <br /> cambio |
| -------------- | ---------------- | ----------------------- |
| Uzbekistán     | 2,188,835        | +171,005                |
| Ucrania        | 2,763,930        | +177,519                |
| Tayikistán     | 1,303,302        | +179,348                |
| Kirguistán     | 716,118          | +77,383                 |
| Bielorrusia    | 655,846          | +38,213                 |
| Azerbaiyán     | 650,495          | +42,759                 |
| Kazajistán     | 496,096          | +36,839                 |
| Armenia        | 491,767          | +13,068                 |
| Moldavia       | 326,178          | +49,390                 |

Residentes extranjeros de países seleccionados de la Unión Europea y los Estados Unidos:
| País de origen        | Población (2019) | 2018-2019 <br /> cambio |
| --------------------- | ---------------- | ----------------------- |
| </img> Alemania       | 99.997           | +3,036                  |
| </img> Finlandia      | 55,880           | +7,520                  |
| </img> Estados Unidos | 37,160           | +18,574                 |
| </img> Francia        | 30,736           | +3,255                  |
| </img> Italia         | 22,155           | -315                    |
| </img> Reino Unido    | 16.752           | -3,394                  |
| </img> España         | 12,938           | -148                    |

### Ciudadanía de los inmigrantes al 4 de marzo de 2015:[8]
| 1  | Ucrania         | 2,552,884 |
| 2  | Uzbekistán      | 2,131,300 |
| 3  | Tayikistán      | 963,489   |
| 4  | Kazajistán      | 626,594   |
| 5  | Azerbaiyán      | 562,787   |
| 6  | Moldavia        | 557,592   |
| 7  | Bielorrusia     | 529,953   |
| 8  | Kirguistán      | 523,221   |
| 9  | Armenia         | 484,892   |
| 10 | Alemania        | 238,293   |
| 11 | China           | 236,932   |
| 12 | Estados Unidos  | 141,115   |
| 13 | Reino Unido     | 109,930   |
| 14 | Turquía         | 103,395   |
| 15 | Finlandia       | 68,963    |
| 16 | Italia          | 52,541    |
| 17 | Francia         | 50,622    |
| 18 | Vietnam         | 49,465    |
| 19 | España          | 45,445    |
| 20 | Filipinas       | 40,168    |
| 21 | Lituania        | 37,443    |
| 22 | Corea del Norte | 33,336    |
| 23 | Canadá          | 31,916    |
| 24 | Georgia         | 31,076    |
| 25 | India           | 30,617    |
| 26 | Israel          | 29,589    |
| 27 | Serbia          | 29,499    |
| 28 | Polonia         | 27,591    |
| 29 | Corea del Sur   | 26,838    |
| 30 | Letonia         | 26,677    |
| 31 | Australia       | 25,809    |
| 32 | Estonia         | 25,599    |
| 33 | Japón           | 25,360    |
| 34 | Turkmenistán    | 24,340    |
| 35 | Brasil          | 23,958    |
| 36 | Países Bajos    | 21,093    |
| 37 | Mongolia        | 15,749    |
| 38 | Austria         | 14,588    |
| 39 | Suiza           | 14,233    |
| 40 | Tailandia       | 14,087    |
| 41 | México          | 12,478    |
| 42 | Argentina       | 10,674    |
| 43 | Suecia          | 10,587    |
| 44 | Bélgica         | 10,485    |
| 45 | Grecia          | 9,841     |
| 46 | Dinamarca       | 9,554     |
| 47 | Singapur        | 9,433     |
| 48 | Irán            | 8,672     |
| 49 | Bulgaria        | 8,543     |
| 50 | Afganistán      | 8,520     |